# چناروییه (کرمان)
چناروییه، روستایی در دهستان باغین بخش مرکزی شهرستان کرمان استان کرمان ایران است.

## جمعیت
بر پایه سرشماری عمومی نفوس و مسکن در سال ۱۳۹۵ جمعیت این مکان ۱۴۴ نفر (۴۷خانوار) بوده‌است.